# Усмас
У́смас (латыш. Usmas ezers) — озеро на западе Латвии, одно из крупнейших в стране. На берегах расположено несколько населённых пунктов, самый большой из которых Усма (Аусмас).
В озере находятся острова (в порядке убывания площади): Вискужу, Морица, Лиелалкснитес, Мазалкснитес. Острова занимают площадь в 4,2 км², причём Вискушу является самым большим озёрным островом в Латвии.
В западной части озера в 1912 году создан заповедник Морицсала.